# Selección de rugby league de Inglaterra
La Selección de rugby league de Inglaterra representa a Inglaterra en competiciones de selecciones nacionales de rugby league. 
Se conformó por primera vez en 1904 y está bajo el control de la Rugby Football League. 
Inglaterra ha disputado seis ediciones de la Copa del Mundo de Rugby League, logrando 3 subcampeonatos, el último en 2017 al perder la final frente a la Australia por 6 a 0.

## Palmarés
Copa del Mundo de Rugby League
- Subcampeón (3): 1975, 1995, 2017

Cuatro Naciones de Rugby League
- Subcampeón (2): 2009, 2011

Campeonato Europeo de Rugby League
- Campeón (15): 1935, 1945–46, 1946–47, 1947–48, 1949–50, 1953–54, 1969–70, 1975, 1978, 1979, 1980, 1996, 2003, 2004, 2012

Baskerville Shield
- Campeón (2): 2015, 2018

## Participación en copas
| - 1954 al 1972: sin participación - 1975 : 2° puesto - 1977 al 1989/92: sin participación - 1995 : 2° puesto - 2000 : Semifinales - 2008 : Semifinales - 2013 : Semifinales - 2017 : 2° puesto - 2021 : Semifinales - 2026 : clasificado | - 2009 : 2° puesto - 2010 : 3° puesto - 2011 : 2° puesto - 2014 : 3° puesto - 2016 : 3° puesto |